# Modisimus elevatus
Modisimus elevatus is een spinnensoort uit de familie trilspinnen (Pholcidae). De soort komt voor in Cuba. 